# فيروفيتيشكا (مقاطعة)
مقاطعة فيروفيتيشكا (بالكرواتية: Virovitička županija، وبالمجرية: Verőce vármegye)، كانت مقاطعة سابقة ضمن المملكة الكرواتية السلافونية؛ والتي كانت ضمن الجزء المجري ضمن الإمبراطورية النمساوية المجرية.